# Haplonycteris fischeri
Haplonycteris fischeri är en däggdjursart som beskrevs av Lawrence 1939. Haplonycteris fischeri är ensam i släktet Haplonycteris som ingår i familjen flyghundar. Inga underarter finns listade.
Denna flyghund når en kroppslängd (huvud och bål) av 6,8 till 8,0 cm och saknar svans. Underarmarnas längd som bestämmer djurets vingspann är 4,5 till 5 cm och vikten varierar mellan 16 och 21 gram. Pälsen är kanelbrun till mörkbrun, huvudet samt axeln är ofta mörkast. På buken kan det finnas en silvergrå skugga. Arten har påfallande långa tummar vad den skiljer från närbesläktade flyghundar. Haplonycteris fischeri har även en avvikande tanduppsättning.
Utbredningsområdet är Filippinerna. Arten vistas där i kulliga områden och i bergstrakter upp till 2250 meter över havet. Habitatet utgörs av fuktiga skogar, andra skogar och jordbruksmark med träd.
Haplonycteris fischeri äter olika frukter. Honor av samma population föder sina ungar nästan samtidig. Efter parningen vilar det befruktade ägget upp till åtta månader och den egentliga dräktigheten varar cirka tre månader. Per kull föds allmänt ett ungdjur som dias ungefär tio veckor. Cirka 10 månader efter födelsen blir ungen könsmogen. Livslängden går upp till 10 år.
På grund av skogsavverkningar i låglandet minskade beståndet där men hela populationen är inte hotad. IUCN kategoriserar arten globalt som livskraftig.